# Briggsia mairei
Briggsia mairei är en tvåhjärtbladig växtart som beskrevs av William Grant Craib. Briggsia mairei ingår i släktet Briggsia och familjen Gesneriaceae. Inga underarter finns listade i Catalogue of Life.